# Chung Sye-kyun
Chung Sye-kyun (coreano: 정세균; Hanja: 丁世均; Seul, 5 de novembro de 1950) é um político sul-coreano, primeiro-ministro da Coreia do Sul de 2020 a 2021.
| Cargos políticos           | Cargos políticos                             | Cargos políticos                     |
| -------------------------- | -------------------------------------------- | ------------------------------------ |
| Precedido por: Lee Nak-yon | Primeiro-ministro da Coreia do Sul 2020—2021 | Sucedido por: Hong Nam-ki (interino) |